# Jigme Tenzin
Jigme Tenzin là một cầu thủ bóng đá người Bhutan, hiện tại thi đấu cho Yeedzin. Anh ra mắt lần đầu cho Đội tuyển bóng đá quốc gia Bhutan năm 2009.